# Tjeckoslovakien i olympiska sommarspelen 1960
Tjeckoslovakien deltog med 116 deltagare vid de olympiska sommarspelen 1960 i Rom. Totalt vann de tre guldmedaljer, två silvermedaljer och tre bronsmedaljer.

## Medaljer

### Guld
- Bohumil Němeček - Boxning, lätt weltervikt.
- Eva Bosáková - Gymnastik, bom.
- Václav Kozák och Pavol Schmidt - Rodd, dubbelsculler.

### Silver
- Dana Zátopková - Friidrott, spjutkastning.
- Eva Bosáková, Věra Čáslavská, Matylda Matoušková, Hana Růžičková, Ludmila Švédová och Adolfína Tkačíková - Gymnastik, mångkamp.

### Brons
- Josef Němec - Boxning, tungvikt.
- Bohumil Janoušek, Jan Jindra, Jiří Lundák, Stanislav Lusk, Václav Pavkovič, Luděk Pojezný, Jan Švéda, Josef Věntus och Miroslav Koníček - Rodd, åtta med styrman.
- Bohumil Kubát - Brottning, tungvikt.